# Relations entre le Bangladesh et la Malaisie
Les relations entre le Bangladesh et la Malaisie sont les relations bilatérales de la république populaire du Bangladesh et de la Malaisie. La Malaisie a un haut commissariat à Dacca et le Bangladesh a un haut commissariat à Kuala Lumpur,. Les deux nations sont membres du Commonwealth des Nations, de l'Organisation de la coopération islamique, des huit pays en développement et du Mouvement des pays non alignés. La Malaisie a été l'un des premiers pays à reconnaître l'indépendance du Bangladesh en 1971.
Le commerce bilatéral entre les deux pays s'élevait à 2,53 milliards de dollars américains en 2019. La Malaisie est également l'un des plus grands investisseurs étrangers au Bangladesh.

## Histoire
Le 24 février 1972, la Malaisie, avec son voisin l'Indonésie, a reconnu l'indépendance du Bangladesh, étant parmi les premiers pays musulmans à le faire. En 1999, le Premier ministre malaisien, Mahathir Mohamad, s'est rendu au Bangladesh, tandis qu'en 2000, la Première ministre bangladaise, Sheikh Hasina, s'est rendu en Malaisie. Ces deux visites ont ouvert de nouvelles perspectives de coopération et ont permis d'assurer la poursuite de l'exportation de main-d'œuvre qualifiée du Bangladesh vers la Malaisie.

## Questions relatives au travail
En 2007, la Malaisie a interdit l'importation de travailleurs bangladais dans le pays après que des centaines d'entre eux aient été bloqués dans un aéroport parce que leurs employeurs ne les avaient pas récupérés rapidement. Cela s'est terminé par une manifestation à Kuala Lumpur de travailleurs bangladais réclamant des paiements et de meilleures conditions, mais qui a ensuite été résolue par les deux gouvernements. Le gouvernement malaisien a également imposé une restriction similaire en 1999, mais a levé l'interdiction en 2007 en approuvant un premier contingent de 300 000 travailleurs. Il y a également un problème lié aux relations sociales avec les travailleurs, qui a causé des problèmes en Malaisie, car un certain nombre d'entre eux ont été impliqués dans des crimes, principalement des viols et certains vols,,,,,. Entre 2009 et 2012, la Malaisie a cessé d'embaucher des travailleurs du Bangladesh, mais un grand nombre de ces travailleurs entrent encore illégalement dans le pays. Jusqu'en 2013, environ 320 000 Bangladais travaillent dans de nombreux secteurs du pays.
En 2014, le cabinet malaisien a décidé d'ouvrir tous les secteurs de l'économie malaisienne, à l'exception des plantations, aux travailleurs bangladais.

## Relations économiques
Les relations bilatérales entre les deux pays se renforcent également dans le secteur économique. En 2012, un mémorandum d'entente a été signé par les deux pays pour une collaboration dans la construction du pont de Padma, qui a été considéré comme le plus grand pont du Bangladesh une fois terminé. Bien plus, un accord de libre-échange a également été proposé aux deux pays pour stimuler le secteur pharmaceutique, vestimentaire et touristique du Bangladesh, tandis que la Malaisie bénéficierait énormément des futurs projets d'infrastructure lancés par le gouvernement bangladais. La Malaisie est également considérée comme le troisième partenaire d'investissement au Bangladesh après l'Inde et le Pakistan, les entreprises malaisiennes investissant dans les secteurs des télécommunications, de la production d'énergie, du textile et des secteurs financiers, pour une valeur d'environ 558,86 millions de ringgits (MYR). Depuis 2010, tous les travailleurs du Bangladesh en Malaisie ont renvoyé chez eux un total de trois milliards MYR, ce qui est le plus élevé par rapport aux autres travailleurs d'Indonésie (2,9 milliards de MYR), du Népal (1,9 milliard de MYR), d'Inde (625 millions de MYR) et des Philippines (561 millions de MYR). Les cinq principaux produits exportés par la Malaisie vers le Bangladesh sont les produits pétroliers raffinés, l'huile de palme, les produits chimiques, le fer et l'acier, ainsi que les produits électriques et électroniques. Les principales importations du Bangladesh sont les textiles et les vêtements, les produits pétroliers raffinés, les légumes, les produits alimentaires transformés, les fruits de mer, ainsi que les produits électriques et électroniques.